# Hämeen Hartonen
Hämeen Hartonen är en sjö i kommunen Pertunmaa i landskapet Södra Savolax i Finland. Sjön ligger 86,5 meter över havet. Den är 3,6 meter djup. Arean är 74 hektar och strandlinjen är 5,34 kilometer lång. Sjön  ingår i Kymmene älvs huvudavrinningsområde.   Den ligger omkring 38 kilometer väster om S:t Michel och omkring 180 kilometer nordöst om Helsingfors. 
Hämeen Hartonen ligger väster om Savon Hartonen. 